# Røde Klev
Den Røde Klev er en markant klint mellem Venningsted (Risgap) og Kampen på den nordfrisiske ø Sild. Den 4,4 kilometer lange og op til 52 meter høje klint består overvejende af glimmer og kaolinsand. Oxiderede jernforbindelser giver den røde farve. De nederste blottede lag i klinten er cirka 3 millioner år gamle, mens de øverste lag er aflejringer fra den sidste istid. I 1900-tallet formodede geologerne en geologisk sammenhæng mellem Sild og Helgoland, men det synes, at være usandsynlig. Den Røde Klev har gennem århundreder fungeret som sømærke. Klintafsnittet ved Venningsted er imidlertid dækket af klit, bevokset med hjælme. Området er fredet.
Klinten er stærk truet af stormfloder og erosion og mister knap en meter om året. Som led i kystsikring kystfodres stranden ved den røde klev siden slutningen af 1970'erne hvert år med tusinder af kubikmeter sand. Klinten er sammen med klitterne bagved naturfredet.